# District Koerortny
Het district Koerortny (Russisch: Курортный район; Koerortny rajon) is een district in het noordwestelijke deel van de Russische stad Sint-Petersburg, gelegen op de Karelische Landengte langs de noordelijke kust van de Finse Golf. Het district telde 67.511 inwoners bij de Russische volkstelling van 2002.
Tot het district behoren de volgende gemeenten:
- stad Sestroretsk (40.287 inwoners; 60% van de bevolking)
- stad Zelenogorsk (12.074)
- p. Beloostrov (1.690)
- p. Komarovo (1.062)
- p. Molodjozjnoje (1.437)
- p. Pesotsjny (6.487)
- p. Repino (2.011)
- p. Serovo (252)
- p. Smoljatsjkovo (568)
- p. Solnetsjnoje (1.161)
- p. Oesjkovo (482)

In het district bevinden zich veel monumenten op het gebied van natuur, architectuur en geschiedenis. Het district kent enig toerisme dat vooral wordt aangedreven door Finse busreizen.

## Geschiedenis
De naam van het district verwijst naar de vele minerale waterbronnen in het gebied, waaromheen kuuroorden ontstonden. Een deel van het gebied kwam samen met de rest van de landengte in 1940 bij de Winteroorlog in handen van de Sovjet-Unie om in de Vervolgoorlog in 1944 definitief in Russische handen te vallen. In 1946 bestond het uit een district rond Sestoretsk en een district rond Terioki, waarbij het laatste Koerortny werd genoemd. Tussen 1948 en 1949 werden de Finse namen van de plaatsen vervangen door Russische namen. Terioki werd daarbij gewijzigd naar Zelenogorsk. In 1959 werd het district Koerortny bij het district rond Sestoretsk gevoegd. In de jaren erna werd het district verschillende malen van grootte gewijzigd om in 1989 weer te worden opgesplitst in de eerder genoemde districten en in 1994 weer te worden samengevoegd tot het huidige district.